# Giovanni Francesco Marazzani Visconti
Giovanni Francesco Marazzani Visconti (Piacenza, 11 de agosto de 1755 - Roma, 18 de fevereiro de 1829) foi um cardeal italiano.

## Biografia
Ele nasceu em Piacenza em 11 de agosto de 1755. Filho do Conde Antonio Camillo Marazzani Visconti, Conde de Paderna e Villa del Riglio, Senhor de Montanaro, Senhor de Valconasso, Patrício de Piacenza e Costanza Terzi, Condessa do Sacro Império Romano e de Kolinitz , dos condes de Sissa e Belvedere, dos marqueses de Contignaco.
Foi criado cardeal in pectore pelo Papa Leão XII no consistório de 2 de outubro de 1826 e publicado pelo mesmo pontífice no consistório de 15 de dezembro de 1828.
Ele morreu em 18 de fevereiro de 1829, aos 73 anos.

## Link externo
- Giovanni Francesco Marazzani Visconti
- catholic-hierarchy.org